# Pauer Imre Rudolf
Pauer Imre Rudolf (Vác, 1845. április 17. – Budapest, 1930. július 4.) római katolikus pap, filozófus, pedagógus, egyetemi tanár; a Magyar Tudományos Akadémia tagja.

## Pályája
Tanulmányait a pesti és több külföldi egyetemen végezte. 1860-ban belépett a csornai premontrei rendbe, 1867-ben felszentelték. 1866-ban filozófia-, mennyiségtan- és természettanból középiskolai tanári vizsgát tett. 1861. október 1-jétől a szombathelyi főgimnázium rendes tanára, 1868 augusztusától 1875. január 31-éig igazgatója volt. A Magyar Tudományos Akadémia 1874. május 28-án levelező tagjává választotta, 1889. májusban a II. osztály titkára, 1890. május 8-án az akadémia rendes tagja lett. 1875-ben a Pozsonyi Jogakadémia tanárává nevezték ki a filozófia előadására. Ezután a minisztérium megbízásából néhány külföldi egyetemen tett látogatást; nyugat-európai utazásai után tanszékét 1875. október 1-jén foglalta el. 1886-tól a budapesti egyetemen a filozófia rendkívüli, majd 1889-től rendes tanára volt. 1895-ben kilépett a rendből. 1898-ban miniszteri tanácsosi címet kapott. Az egyetemen a pedagógia jogosított tanára és a bölcseleti kar dékánja is volt. 1916-ban vonult nyugalomba.
Tudományos munkáiban a filozófia, a logika, az etika és a pszichológia kérdéseivel egyaránt foglalkozott. Tagja volt az országos középiskolai tanárképző-intézet tanácsának, az országos felső nép- és polgári iskolai tanító- és tanítónővizsgáló bizottság elnöki tisztét is betöltötte. 1891-től 1914-ig szerkesztette az Athenaeum című folyóiratot. 1916-ban ment nyugdíjba.

## Munkái
- A philosophia történelme (két füzet; Pest, 1868–1869)
- Paedagogiai tanulmányok (Pest, 1869)
- Tapasztalati lélektan (Pest, 1870; 2., teljesen átdolgozott kiadás: Pest, 1876)
- Logika vagy gondolkodástan (Pest, 1870; 2., teljesen átdolgozott kiadás: 1877; 3. kiadás: Pest, 1882)
- Metaphysika (Pest, 1871)
- Vázlatok az újkori philosophia köréből (Pest, 1872)
- A jogakadémiák kérdéséhez (Pozsony, 1879)
- Philosophiai propaedeutika (két rész; Budapest, 1882)
  - I. rész: A lélektan elemei; később teljesen átdolgozott kiadása A lélektan alapvonalai címen: Budapest, 1900
  - II. rész: A logika elemei; később átdolgozott és bővített kiadása A logika alaptanai címen: Budapest, 1902
- Alvás és álom. Psychologiai tanulmány (felolvasás; Pozsony, 1883)
- Egy fejezet a nő lélektanából. Psychologiai tanulmány (Pozsony, 1883)
- Emlékbeszéd Horváth Cirill, a m. tudom. akadémia tagja felett (Budapest, 1885)
- Uj álláspont, módszer és irányelvek az ethikában (Budapest, 1889)
- Phantasia (felolvasás; Pozsony, 1885)
- Az ethikai determinismus elmélete (Budapest, 1890) (Az MTA által Gorove-díjjal jutalmazott pályamunka. A Budapesti Szemle 159-164. számaiban is; 2. kiad. Budapest, 1899)
- Válasz Plagiosippusnak (Kármán Mór álneve). (Budapest, 1892).
- A lélektan alaptanai (Budapest, 1903)

Kéziratban maradt:
- A tudományos ethika rendszere;
- Lélektani eszmék és elméletek fejtegetése a görög philosophiában;
- Népszerű lélektani előadások (Két ciklus, 24 előadás, tartotta Szombathelyen).